# Schleicher (Familie)

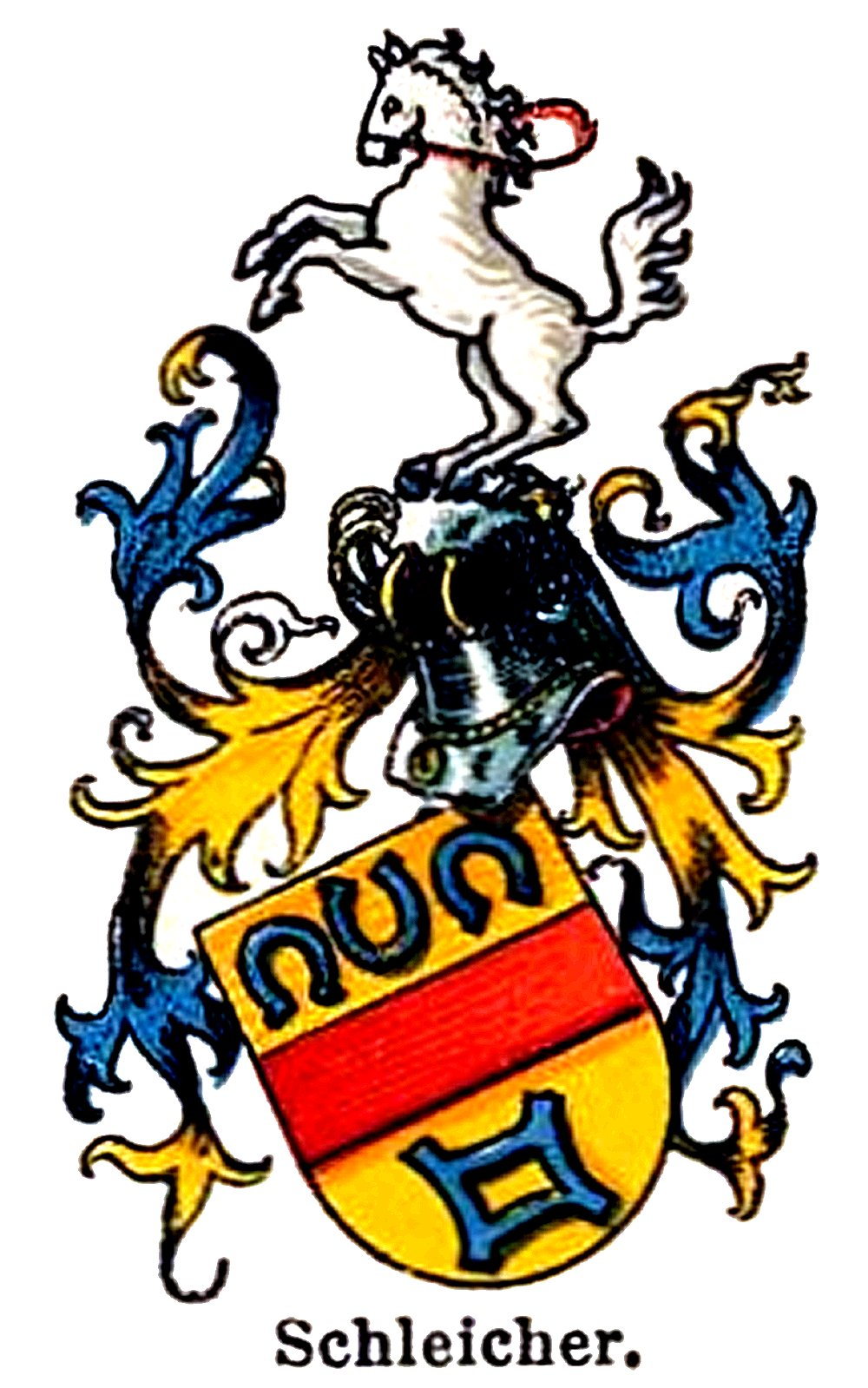

Schleicher (Variation: Slicher) ist die älteste und eine der bedeutendsten Kupfermeisterfamilien in Stolberg und im Aachener Raum. Vor allem durch die ehelichen und geschäftlichen Verbindungen der Familie Schleicher mit den im Raum Stolberg ebenfalls erfolgreichen Fabrikantenfamilien Hoesch, Peltzer, Prym, Lynen, von Asten und Anderen gehörte Stolberg über einen Zeitraum von mehr als 200 Jahren zu einem der bedeutendsten Zentren der Kupferindustrie Europas.

## Ursprünge
Nachdem ab Mitte des 16. Jahrhunderts sich allmählich auch in Aachen die Lutheraner vorübergehend durchgesetzt hatten, schlossen sich viele Familien dieser neuen Religionsrichtung an, so unter anderem auch die ehemals Aachener Familie Schleicher. Aber auf Grund der hiermit verbundenen Benachteiligungen und Nachstellungen sah sie sich in der Zeit der Aachener Religionsunruhen dazu gezwungen, unter dem Aspekt der Religions- und Arbeitsfreiheit frühzeitig ihre Zukunft in anderen Regionen aufzubauen, erst recht nach der erfolgten Reichsacht gegen reformierte Bürger und Amtsinhaber im Jahre 1598.
In diesem Zusammenhang wanderte ein gewisser „Anthoin Slicher“ nach Den Haag aus, wo er Stammvater eines erfolgreichen und später geadelten Familienzweiges wurde, der unter dem Namen Slicher bekannt wurde. Um 1571 zog ebenso der Aachener Kupfermeister und Gerichtsschöffe Leonhard Schleicher (ca. 1535–1606), Sohn des zum evangelischen Glauben übergetretenen Kupfermeisters Leonhard Schleicher (1495–1560) und einer Tochter des Kaufmanns Servatius von Cölln, rechtzeitig nach Stolberg, ebenso wie nach ihm im Jahr 1785 die Angehörigen der Familie Peltzer. Damit wurde er zum Begründer der bis zum heutigen Tage weit verzweigten und über viele Jahrhunderte hinweg überaus erfolgreichen Unternehmerfamilie.

## Wappen

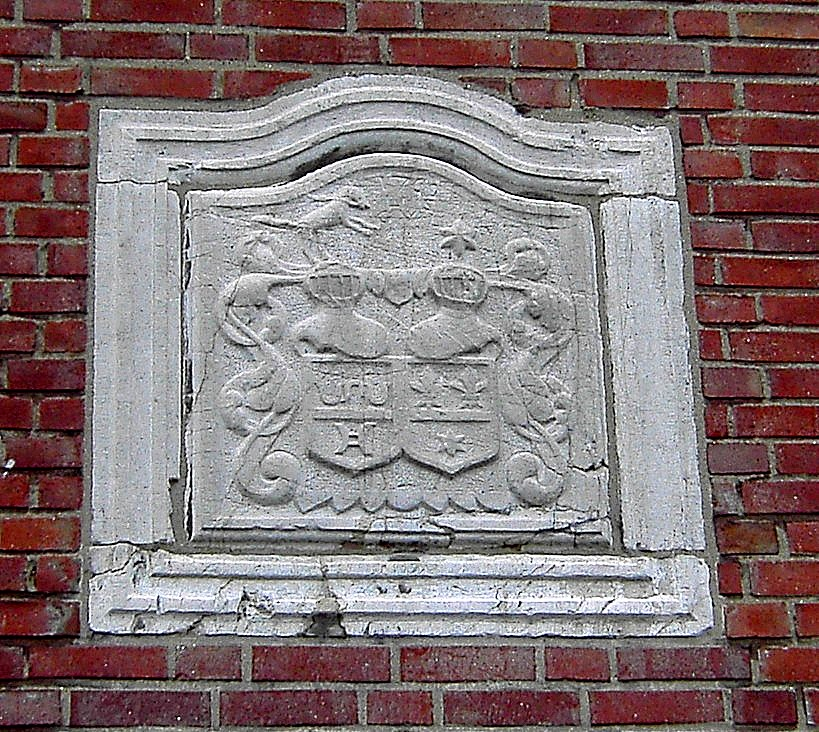
Wappenstein mit Ehewappen Schleicher und Lynen an der Ellermühle

Das Wappen der Familie Schleicher zeigt auf goldenem Grund einen breiten roten Querbalken, darüber drei blaue (oder silberne) Hufeisen nebeneinander (wobei die Richtung der Stollen variiert). Unterhalb des Querbalkens findet sich ein blaues Mühleisen. Auf dem Helm mit blau-goldenen Decken ein aufsprigendes, (rot gezäumtes) silbernes Pferd. Im Wesentlichen entspricht dem auch das Wappen der Linie Slicher.

## Kupferhöfe in Familienbesitz

Mirck des Leonhard Schleicher

Den ersten Schritt zur Unternehmensgründung unternahm Leonhard Schleicher im Jahr 1571, indem er ein Grundstück an der heutigen Burgstraße erwarb und 1575 dort den ersten Kupferhof, die heutige Adler-Apotheke, baute. Gemeinsam mit seinen Söhnen und Enkeln errichtete die Familie später die Kupferhöfe Schart, Knautzenhof, Rose, Vogelsang und im Jahre 1724 den Kupferhof Rosenthal, wo Johannes Schleicher (1676–1750) eine repräsentative barocke Hofanlage erbauen ließ. Darüber hinaus hielten Mitglieder der Familie durch Erbfolgen oder Ankäufe – sogar zum Teil alleinige – Anteile an einer Vielzahl weiterer Kupferhöfe wie beispielsweise die Ellermühle oder die Krautlade. Ein Teil der erworbenen Kupferhöfe und Produkte wurden dabei branchenüblich mit einem Mirck gekennzeichnet.
Von besonderem wirtschaftlichem Erfolg gekrönt war im Jahr 1617 der Erwerb des Kupferhofs Bernardshammer von den Brüdern Mondenschein durch Leonhard Schleicher (1561–1617), Sohn des nach Stolberg ausgewanderten Leonhards, sowie im Jahre 1718 des Kupferhofs Unterster Hof durch Guillaume Schleicher (1673–1731) von der Familie Peltzer. Der Bernardshammer wurde erst sieben Generationen später von Johann Adam Schleicher (1776–1854), der 1794 auch zum Maire von Stolberg ernannt worden war, um 1830 verkauft, nach dem Tod seiner zweiten Frau Maria Gertrud Lynen, die ebenfalls aus altem Aachener und Stolberger Patriziergeschlecht stammte. Dagegen überstand der Unterste Hof alle wirtschaftlichen Beeinträchtigungen und acht Generationen später, erst zwischen den Weltkriegen, erfolgte durch den Kommerzienrat Emil Schleicher (1850–1933) die Zusammenlegung dieses Hofes mit anderen Erbengemeinschaften zu einer Kommanditgesellschaft und nach dessen Tod die Verpachtung an die Stolberger Metallwerke. Dieser Standorttreue wegen benannte Emil Schleicher diesen Hof seit jener Zeit „Hof Bleibtreu“.
Die Familie Schleicher bewohnt derzeit immer noch den Hof Bleibtreu an der Eisenbahnstraße in Stolberg, in dessen Nähe sich auch der dazugehörende „Schleicherpark“ befindet.

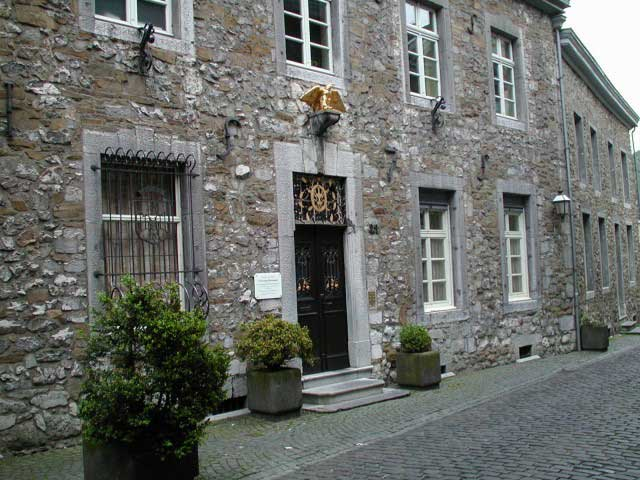
Adlerapotheke, ehemals Kupferhof
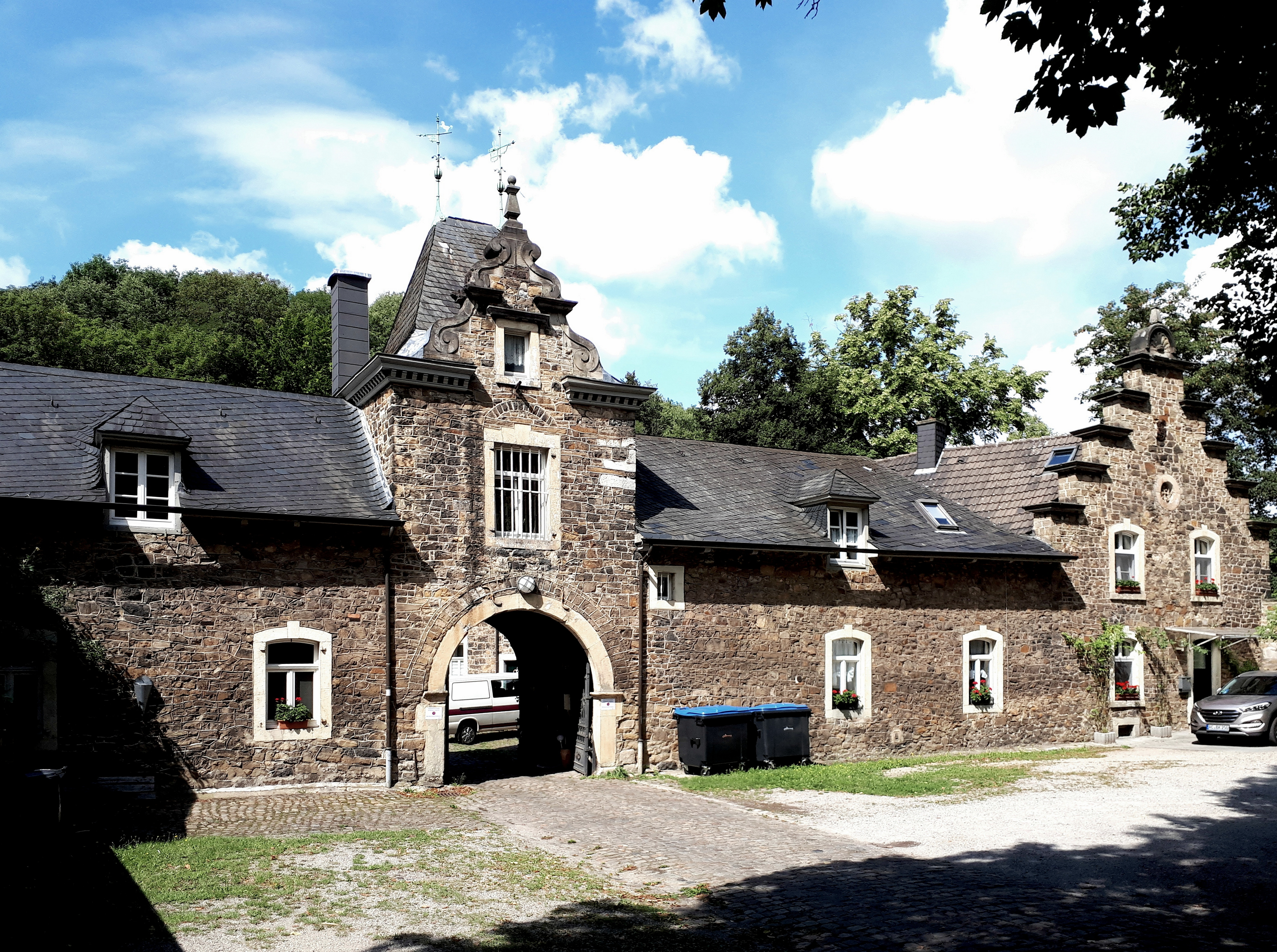
Kupferhof Weide
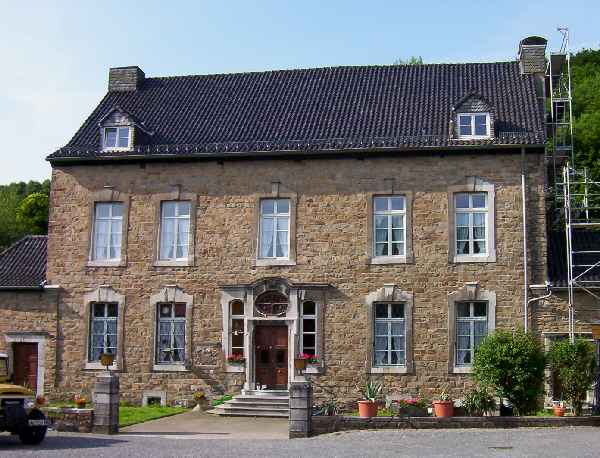
Groß-Bernardshammer
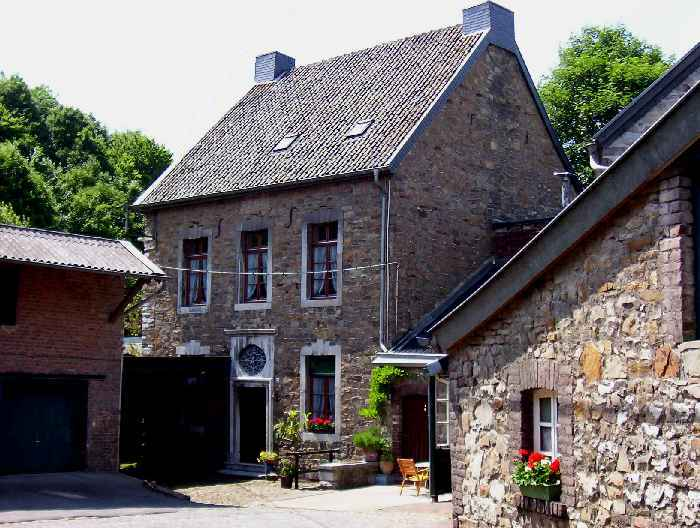
Klein-Bernardshammer
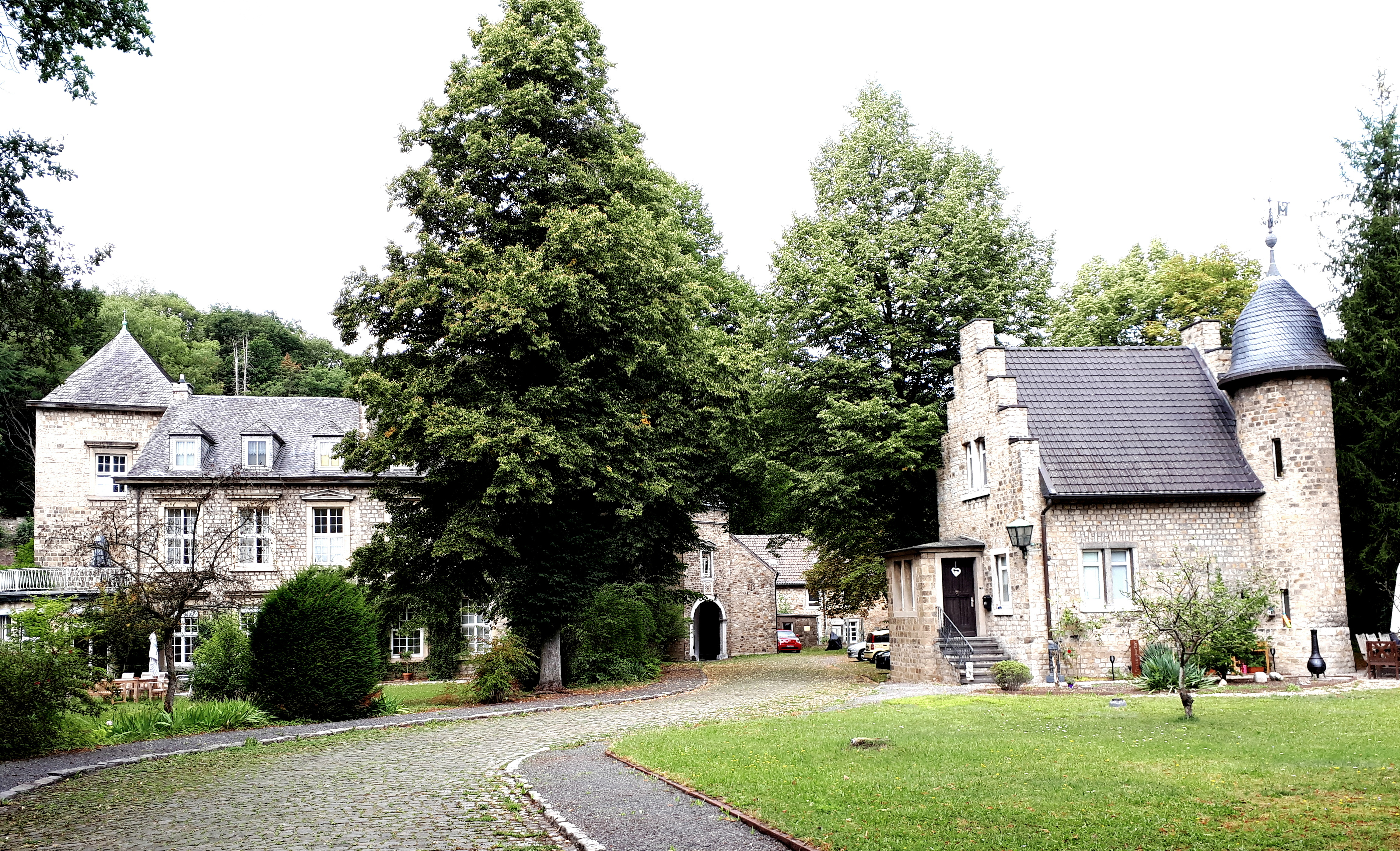
Kupferhof Unterster Hof/Hof Bleibtreu
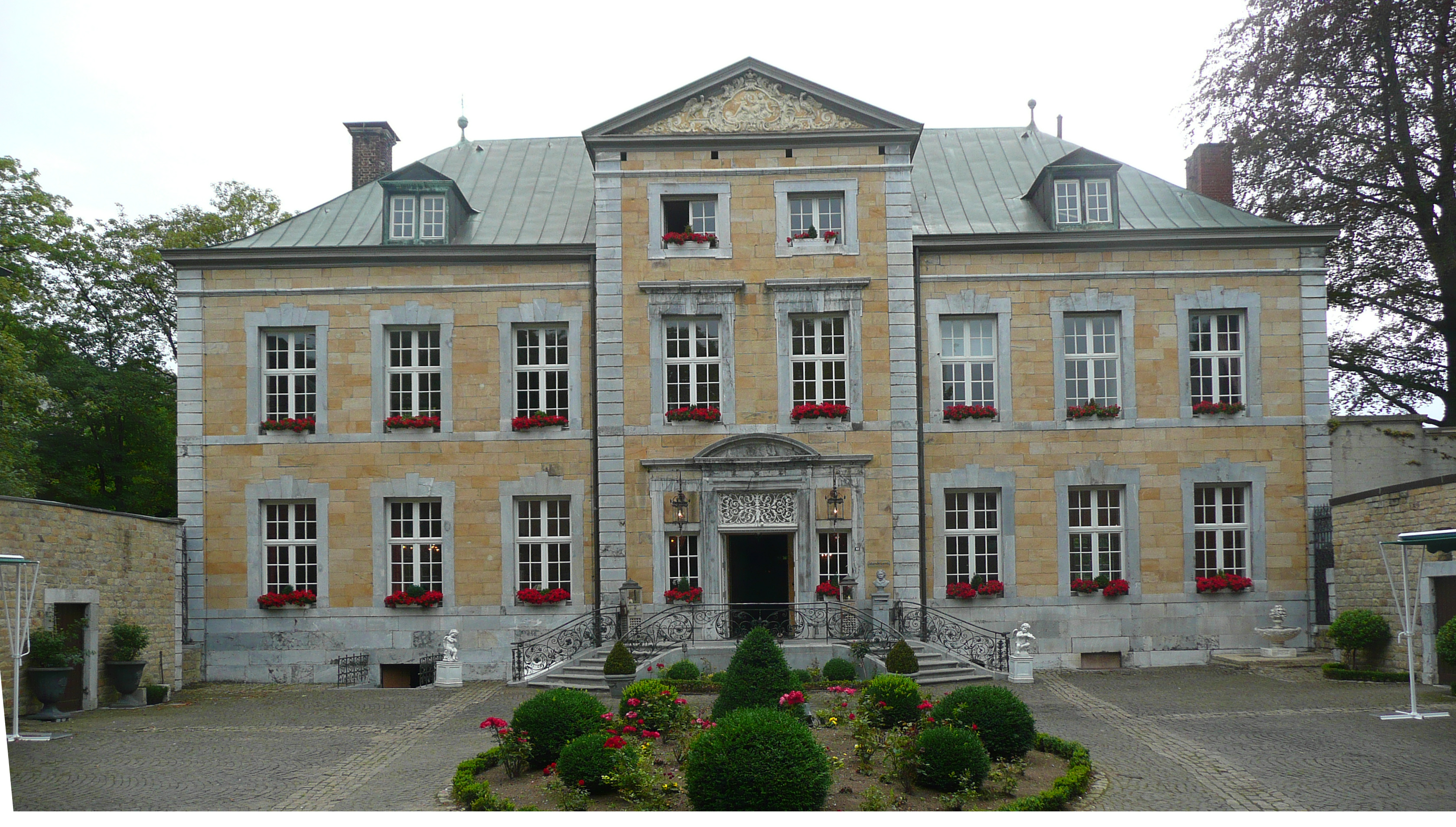
Herrenhaus Kupferhof Rosenthal

## Veränderungen ab der Zeit der Industrialisierung

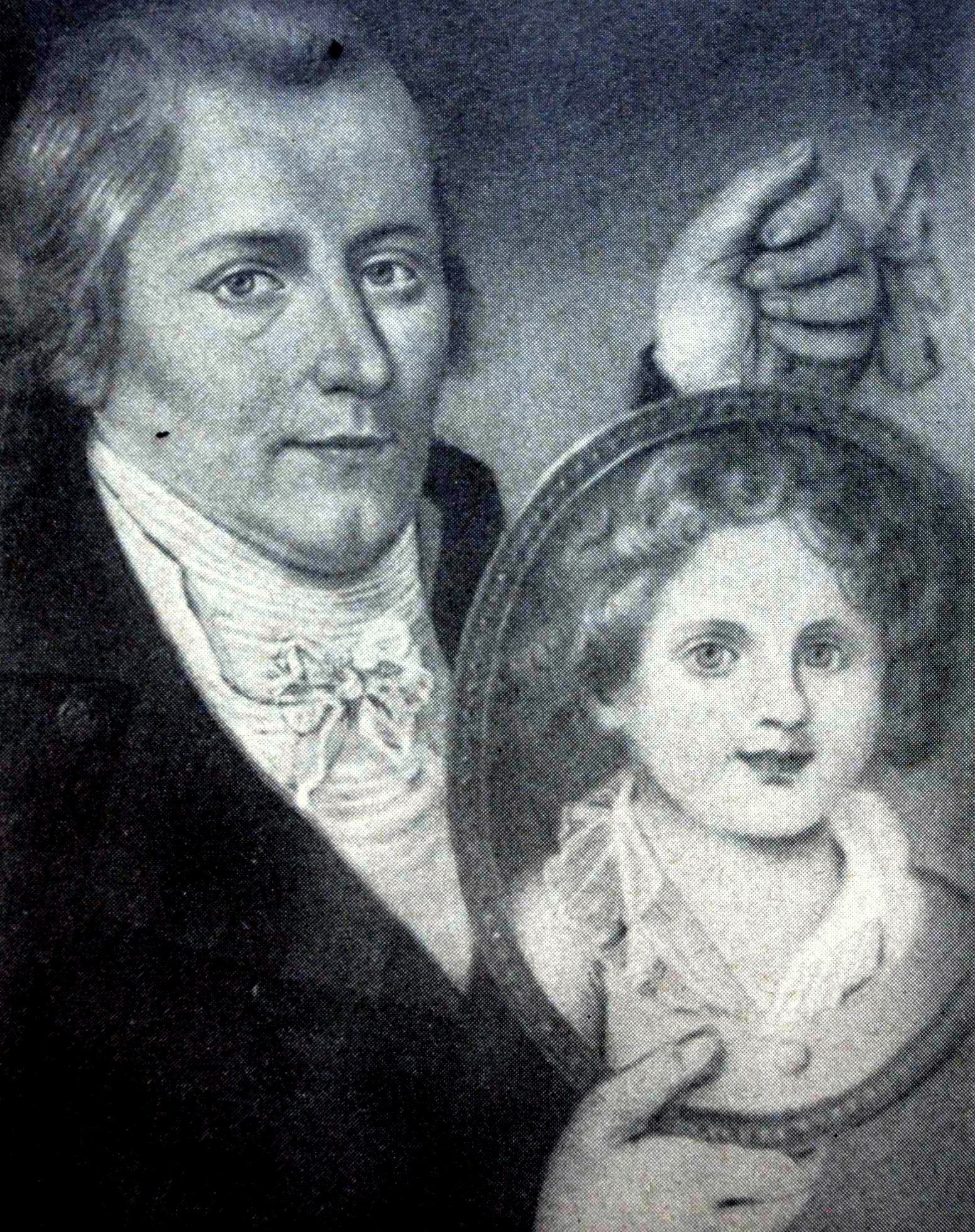
Matthias Leonhard Schleicher (1758–1836)
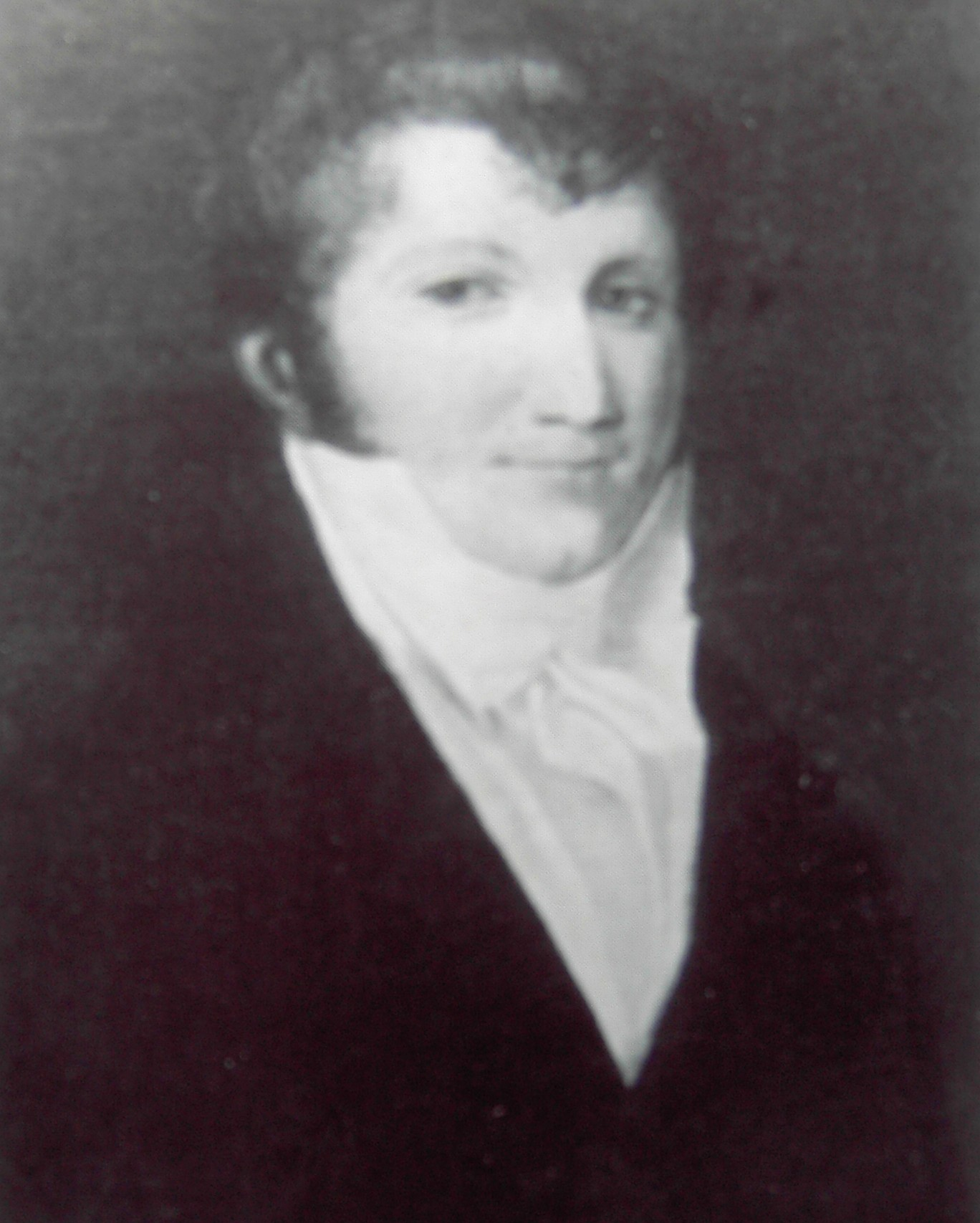
Matthias Ludolf Schleicher (1788–1831)

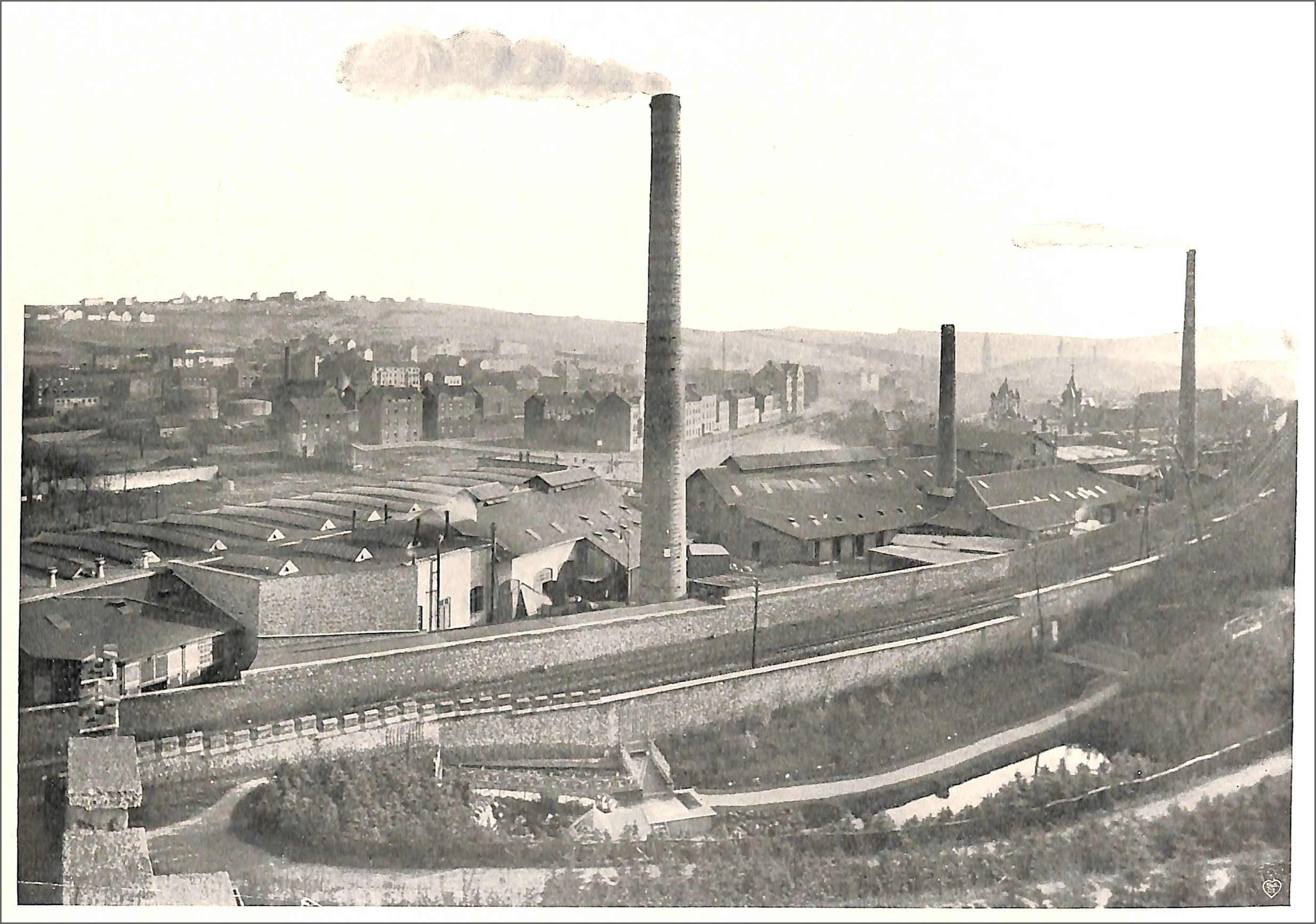
Messingfabrik M. L. Schleicher Sohn (um 1910)

Mit der beginnenden Industrialisierung und dem damit verbundenen Niedergang des Kupfermeistergewerbes hatte die Familie Schleicher erheblichen Anteil daran, dass das NE-Metallgewerbe im Raum Eschweiler-Stolberg weiter betrieben werden konnte. Matthias Leonhard Schleicher (1758–1836) beispielsweise begründete in seinem Messingwerk im damaligen Eschweiler Stadtteil Velau im Jahre 1819 die erste Zinkhütte im Rheinland: die Zinkhütte Velau. Er betrieb auch seit 1810 die Atscher Mühle und baute am Untersten Hof ein industriell strukturiertes Messingwerk. Ab 1822 wurde das Unternehmen nach Matthias Ludolf Schleicher (1788–1831), Sohn von Matthias Leonhard, benannt. Diese Firma fand ab 1933 ihren Fortbestand als Teil der Stolberger Metallwerke. Darüber hinaus übernahm Matthias Ludolf auch den Hof Krautlade und richtete dort eine Fingerhutfabrik ein und war Mitbegründer der Zinkhütte Birkengang.
Ein weiteres Familienmitglied, Richard Schleicher (* 1838), übernahm im Langerweher Ortsteil Schönthal eine Fabrikation zur Nadelherstellung, die äußerst erfolgreich verlief. Dies führte dazu, dass er 1869 eine repräsentative Villa für seine Familie erbauen ließ sowie etwa zeitgleich die Karlsburg und im Jahre 1893 noch die Burg Holzheim erwerben konnte. Die Karlsburg, zu der ein zwischen 1858 und 1894 angelegter Park gehörte, diente dabei vor allem als Gästehaus. Nachdem Richards Sohn Waldemar kinderlos verstorben war, endete in den 1930er Jahren die Ära Schleicher im Raum Langerwehe und es begann der Verfall des Parks und der Karlsburg, Burg Holzheim und die Villa Schleicher wurden dagegen veräußert.
Dagegen waren andere Unternehmungsgründungen oder Übernahmen der Familie in jener Zeit nicht von allzu großem Erfolg gekrönt. Issak Schleicher (1751–1815) versuchte im Jahr 1790 zusammen mit Isaak Lynen, Johann Peltzer und Isaak Prym den bestehenden Kupferhof Steinfeld zu einer Glashütte umzustrukturieren und fusionierte sie dazu auch mit der Hütte „Am Hammerfeld“ zur „St. Johannis-Hütte“. Bereits zwei Jahre später wurde diese aber dann in die Firma „Gebr. Siegwart & Co“ überführt und auf Steinfeld wieder Messing produziert. Danach leitete den Hof noch Johann Adolf (1752–1819) und sein Sohn Johann Matthias Schleicher (* 1782), bevor er dann wieder an die Familie Peltzer fiel.
Der Kupferhof Weide, der bereits in früheren Jahren einmal im Besitz der Familie gewesen war, wurde 1805 ebenfalls von Matthias Leonhard Schleicher übernommen, diente aber ab ca. 1900 mehrheitlich als Arbeiterwohnung, Weinkeller und Hühnerhof und wurde nach der Zerstörung im Verlauf des Zweiten Weltkrieges als normales Wohnhaus wiederhergestellt. Johann Adam Schleicher, letzter Besitzer von Bernardshammer, betrieb zusammen mit Johann Heinrich Schervier ab 1807 noch ein Messingwalzwerk in Stolberg-Buschmühle, welches allerdings schon 1814 in die Liquidation geriet.

## Weitere Persönlichkeiten
- Carl Wilhelm Schleicher (1857–1938), Enkel von Matthias Ludolf Schleicher vom Untersten Hof. Carl Wilhelm wurde Architekt des Historismus und ließ sich nieder in Düsseldorf.
- Karl Schleicher (1875–1914), Enkel von Napoleon Jeremias Schleicher, dem Kupfermeister auf der Roderburgmühle. Karl wurde Verwaltungsjurist und Bürgermeister von Kreuznach.